# جیری یاوورسکی
 جیری یاوورسکی (انگلیسی: Jiří Javorský؛ ۹ فوریهٔ ۱۹۳۲ – ۱۶ سپتامبر ۲۰۰۲) یک تنیس‌باز اهل جمهوری چک بود. 